# Il mio canto libero/Confusione
Il mio canto libero/Confusione è il 16º singolo del cantante italiano Lucio Battisti, pubblicato nel novembre 1972 dalla casa discografica Numero Uno.

## Descrizione

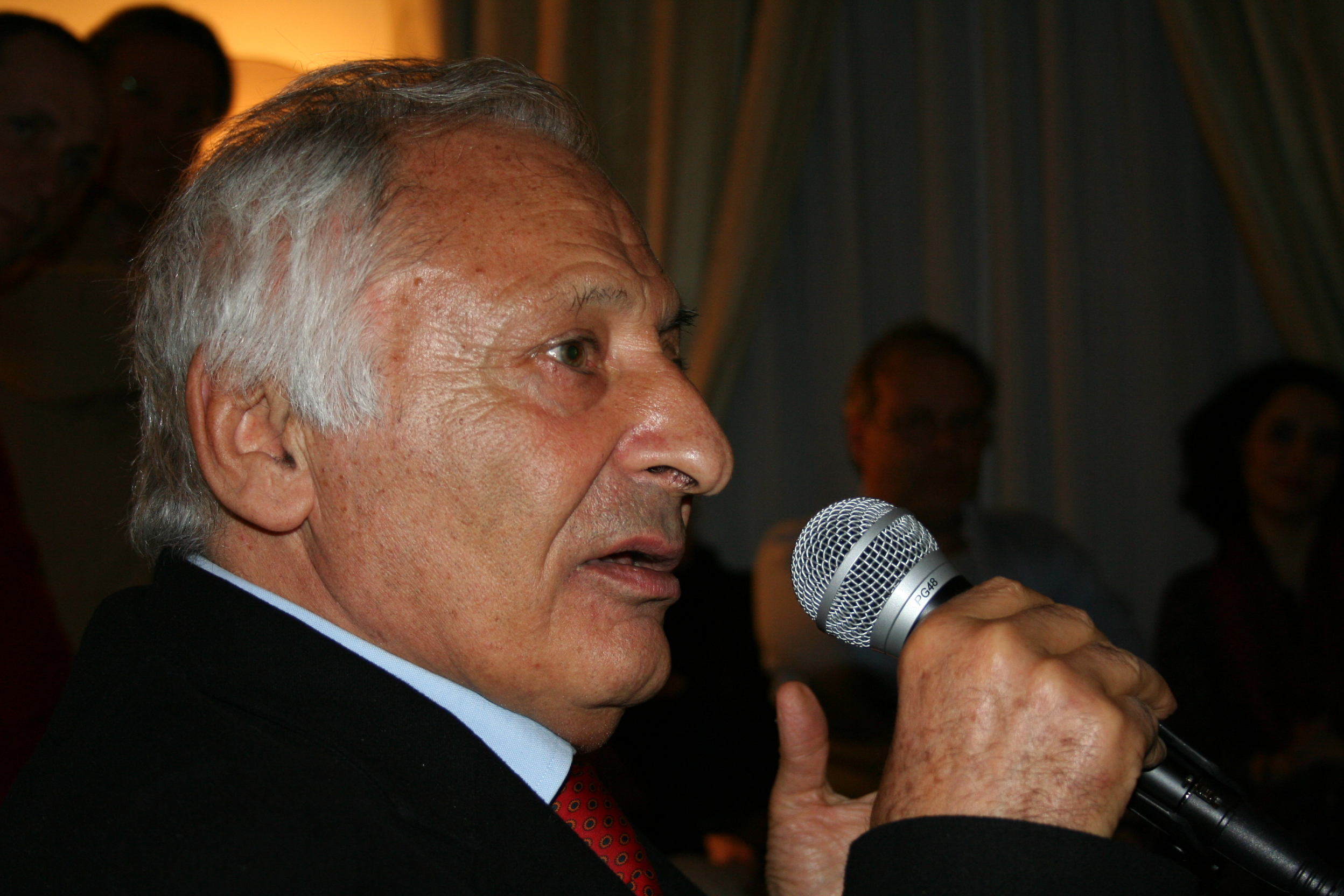
Mogol nel 2007

Inizialmente i due brani scelti per essere pubblicati nel singolo estratto dall'album Il mio canto libero erano Io vorrei... non vorrei... ma se vuoi (lato A) e Confusione (lato B). Nel novembre del 1972 furono realizzate alcune copie del singolo, ma non vennero distribuite perché presto si cambiò idea sulla scelta del brano per il lato A, che cadde su Il mio canto libero.
Le due canzoni sono scritte da Mogol per i testi e da Battisti per le musiche.

## Copertina
La copertina raffigura l'occhio di Lucio Battisti, appena abbozzato, su uno sfondo completamente bianco. L'immagine è stata realizzata dal fotografo Cesare Montalbetti, che ha dichiarato:
In questa immagine sta la risposta a coloro che si chiedevano perché Battisti non amasse apparire. Credo che, per un vero creativo, siano le proprie creature che debbono parlare per lui.»
(Cesare Montalbetti, 2007)

## I brani

### Il mio canto libero
Il mio canto libero è considerato un classico della musica leggera italiana, ed è frequentemente trasmesso via radio anche a distanza di decenni dalla sua prima pubblicazione.
Il brano è al quattordicesimo posto nella classifica dei 200 migliori brani nella storia della musica italiana secondo Rolling Stones.

### Confusione
Confusione è, musicalmente, più rock; è stata inserita in varie antologie, tra cui Le avventure di Lucio Battisti e Mogol 2. Il testo narra il diverso modo di intendere il rapporto di coppia tra due fidanzati: lei, infatti, chiede garanzie sul loro rapporto, mentre lui si mostra riluttante nell'offrirgliele, preferendo invece un rapporto "aperto", in cui entrambi mantengono comunque la loro libertà e indipendenza rispetto all'altro, promettendogli però che tale tipo di rapporto non influirà più di tanto nella loro relazione ("ma perché non dovrei liberare qualunque sentimento per chiunque sia? Tanto, sai, io non ti sentirò certamente per questo meno mia").

## Classifiche
Nel febbraio 1973 il 45 giri balza alla vetta della classifica italiana, dove rimane per 9 settimane consecutive, guadagnandosi la palma di 3º singolo più venduto del 1973 con 900 000 copie vendute.
Andamento settimanale nella classifica in Italia
| 1972-1973 | 1972-1973 | 1972-1973 | 1972-1973 | 1972-1973 | 1972-1973 | 1972-1973 | 1972-1973 | 1972-1973 | 1972-1973 | 1972-1973 | 1972-1973 | 1972-1973 | 1972-1973 | 1972-1973 | 1972-1973 | 1972-1973 | 1972-1973 | 1972-1973 | 1972-1973 | 1972-1973 |
| Settimana | 01        | 02        | 03        | 04        | 05        | 06        | 07        | 08        | 09        | 10        | 11        | 12        | 13        | 14        | 15        | 16        | 17        | 18        | 19        | 20        |
| --------- | --------- | --------- | --------- | --------- | --------- | --------- | --------- | --------- | --------- | --------- | --------- | --------- | --------- | --------- | --------- | --------- | --------- | --------- | --------- | --------- |
| Posizione | 8         | 8         | 2         | 2         | 2         | 1         | 2         | 1         | 1         | 1         | 1         | 1         | 1         | 1         | 1         | 1         | 2         | 5         | 5         | 5         |

## Tracce
Entrambi i brani sono di Mogol-Battisti
Lato A
1. Il mio canto libero – 5:08

Lato B
1. Confusione – 4:30